# Zoropsis thaleri
Zoropsis thaleri là một loài nhện trong họ Zoropsidae.
Loài này thuộc chi Zoropsis. Zoropsis thaleri được miêu tả năm 2007 bởi Levy.